# Roman Record Company
La Roman Record Company, nota anche come RRC è stata una casa discografica italiana attiva tra il 1968 e il 1973, anno in cui chiuse per fallimento.

## Storia
Dopo il fallimento della Karim e della Ariel, i due soci Giovanni Fischietti e Gaetano Pulvirenti ritornarono nel mondo discografico fondando una nuova casa discografica, la Roman Record Company (in società con i fratelli Proietti, proprietari di un negozio di dischi nella capitale), con sede a Roma.
Per la distribuzione si affidarono alla Durium (che aveva già curato la distribuzione delle loro due precedenti etichette) ed alla Phonogram.
Oltre alla pubblicazione di dischi nuovi di artisti come Annarita Spinaci o Tony Cucchiara, la RRC ristampò anche alcuni dischi dei cataloghi Karim ed Ariel, come alcune incisioni di Fabrizio De André o l'album La messa dei giovani realizzato dai Barrittas, i The Bumpers ed Angel & The Brains.
Tra i nuovi artisti pubblicati il gruppo beat Gli Apostoli, quello di rock progressivo I Fiori, e Marco & gli Eremiti, gruppo in cui debuttò Claudio Simonetti; inoltre la RRC pubblicò alcune stampe italiane di dischi esteri.
Con il fallimento dell'etichetta il catalogo venne rilevato dalla Phonogram.

## I dischi pubblicati
Per la datazione ci si basa sull'etichetta del disco, o sul vinile o, infine, sulla copertina, qualora nessuno di questi elementi avesse una datazione, ci si basa sulla numerazione del catalogo, se esistenti, sono riportati oltre all'anno il mese e il giorno (quest'ultimo dato si trova, a volte, stampato sul vinile).

### 33 giri
| Numero di catalogo | Anno | Interprete                                    | Titoli                  |
| ------------------ | ---- | --------------------------------------------- | ----------------------- |
| RCP 701            | 1968 | Romolo                                        | I'm Confessing          |
| RCP 702            | 1968 | I Barrittas, The Bumpers e Angel & The Brains | La messa dei giovani    |
| RCP 703            | 1968 | Fabrizio De André                             | La canzone di Marinella |
| RCP 704            | 1969 | Fabrizio De André                             | Nuvole barocche         |
| RCP 705            | 1969 | Wilson Pickett                                | Wilson Pickett          |
| RCP 708            | 1971 | Annarita Spinaci                              | Annarita Spinaci        |
| RCP 710            | 1971 | Tony & Nelly                                  | Tema folk               |

### 33 giri con altra numerazione di catalogo
| Numero di catalogo | Anno | Interprete            | Titoli                                         |
| ------------------ | ---- | --------------------- | ---------------------------------------------- |
| 24520              | 1969 | New Christy Minstrels | Folk '69                                       |
| AG 101             | 1970 | Silvano Chimenti      | Viaggio attraverso i problemi dell'uomo: droga |

### 45 giri
| Numero di catalogo | Anno         | Interprete             | Titoli                                          |
| ------------------ | ------------ | ---------------------- | ----------------------------------------------- |
| RN 001             | 1967         | Gli Apostoli           | E' meglio che mi muova/Le cose che tu cercherai |
| RN 002             | 1967         | Romolo e Remo          | Senza di te/Una donna come lei                  |
| RN 005             | 1967         | Gli Arcani             | T'ho vista piangere/Non sei per me              |
| RN 006             | 1968         | Marco e gli Eremiti    | Raccoglievo margherite/Ecco cosa sei            |
| RN 007             | 1968         | Romolo                 | 1000 notti meno una/Mi manchi sempre più        |
| RN 009             | 1969         | Guido Renzi e i Meno 1 | Amica mia/Vola canzone                          |
| RN 009             | 1969         | Guido Renzi e i Meno 1 | Amica mia/Tu che m'hai preso il cuor            |
| RN 011             | 1969         | The Bumpers            | Il ballo dello yo-yo/Cupidation                 |
| RN 012             | 1969         | Romolo                 | Sei mia/Un dollaro nel cielo                    |
| RN 013             | 1969         | Michel Sidney          | 13 aprile 1968/Ai tempi del film muto           |
| RN 016             | 1970         | Miranda Martino        | Se il mondo cambiasse/Ciao amore good bye       |
| RN 021             | 1970         | I Fiori                | Miraggio/Compro tanti soldi                     |
| RN 022/TC 1501     | Gennaio 1971 | Tony Cucchiara         | Fatto di cronaca/Il libro della vita            |
| RN 023             | 1971         | Nelly Fioramonti       | Sembra ieri/America                             |
| RN 024             | 1971         | The Pawnshop           | The Telegraph Is Calling/My Shade               |
| RN 026             | 1971         | Fabrizio De André      | La città vecchia/Delitto di paese               |
| RN 034             | 1971         | Fabrizio De André      | Nuvole barocche/E fu la notte                   |
| RN 036             | 1972         | The Pawnshop           | Carol/Laura What You Do                         |